# Une saison en enfer

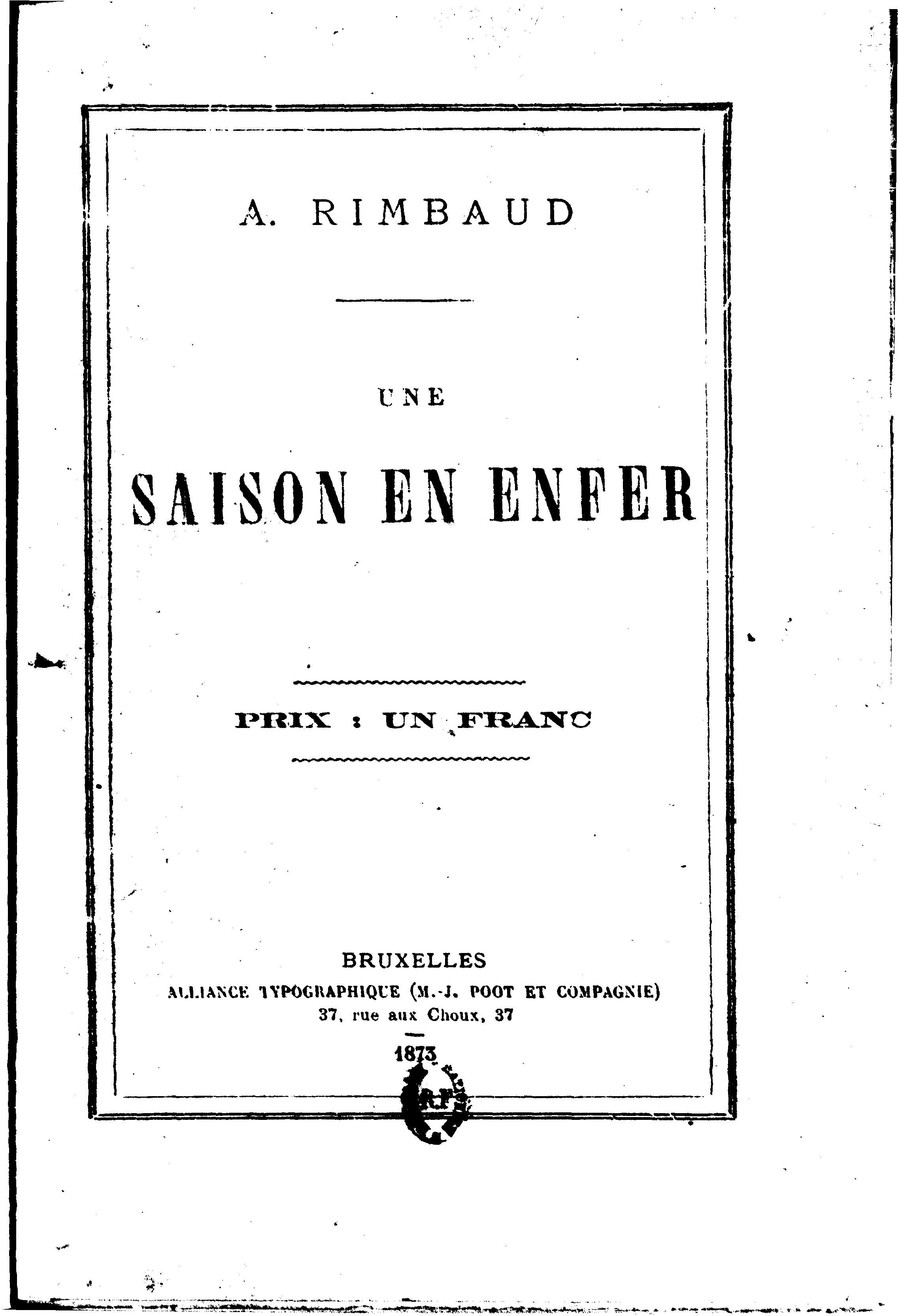
Erstausgabe, Oktober 1873

Une saison en enfer (meist übersetzt als Eine Zeit in der Hölle) ist eine relativ kleine Sammlung kurzer Texte in lyrischer Prosa mit eingestreuten Versgedichten. Sie stammt vom französischen Dichter Arthur Rimbaud (1854–1891) und entstand von April bis August 1873 (also im Alter von 19 Jahren) in dem Dorf Roche (Ardennen), im bäuerlichen Elternhaus seiner Mutter.

## Hintergrund
Die Textsammlung ist das einzige Werk, das Rimbaud selbst zum Druck gegeben hat, es blieb jedoch praktisch unveröffentlicht, weil er den von ihm beauftragten Brüsseler Drucker nicht bezahlte und die kleine Auflage, bis auf wenige Exemplare, die er Freunden gab, z. B. Paul Verlaine, im Lager der Druckerei liegen blieb, wo sie 1901, d. h. postum, entdeckt wurde.
Die Texte des Büchleins spiegeln sichtlich eine Krisensituation wider: Rimbaud war im September 1871 auf Einladung des etwas älteren Dichterkollegen Verlaine mit großen Hoffnungen nach Paris gekommen und hatte dort zunächst auch Bewunderung in Literatenkreisen erregt. Im Februar 1872 war er aber quasi aus Paris verstoßen worden, nachdem er sich mit dem jung verheirateten und soeben Vater gewordenen Verlaine auf ein homosexuelles Verhältnis eingelassen und auch sonst einiges Ärgernis erregt hatte. Im Sommer schließlich war er wieder nach Paris gefahren und anschließend mit Verlaine auf eine unstete Wanderschaft in Nordfrankreich, Belgien und England gegangen, die von Streitereien, Zerwürfnissen und Versöhnungen der Freunde geprägt war. Im April 73 war er bei seiner Mutter und seinen Geschwistern in Roche untergeschlüpft, wo er die innere Krise, in die er geraten war, eine Mischung aus Erschöpfung, Verwirrung und Enttäuschung, durch Schreiben des „schwarzen Buches“ überwinden wollte.
In den gattungsmäßig kaum einzuordnenden, oft schwer verständlichen Texten blickt Rimbaud mehr alogisch assoziierend als logisch referierend auf seine Vergangenheit zurück und nimmt ebenso sprunghaft seine Gegenwart ins Visier.
Dennoch sind die Texte genau gearbeitet.
In Form einer Mischung aus Rückschau, Beichte, Selbstgespräch, Bericht, Reflexion, Klage und Selbstanklage, zeitweise deprimiert und fast zornig, aus innerer Verwirrung heraus, unternimmt Rimbaud eine „beharrlich und streng zu Ende geführte Prüfung aller (seiner) metaphysischen Unternehmungen“, bei der er wahrlich durch die Hölle ging und geht.
In einem Brief schreibt Rimbaud, sein Schicksal hänge von diesem Buch ab. So lässt sich vermuten, dass er es, ohne Rücksicht auf ein Publikum, zuerst für sich selbst geschrieben hat. Der Text selbst ist in großen Teilen dunkel, bleibt in seiner Dunkelheit aber sinnvoll. Rimbaud bringt zum Ausdruck, dass „gegensätzliche Anschauungen viel wahrer sind als alle dialektischen Manöver, die sie verträglich machen sollen.“ Oft stehen sich Energie und Elend, Verlassenheit und unermüdliches Hoffen gegenüber. Der Widerspruch gehört notwendig zur Wirklichkeit.
In Une Saison en Enfer / Eine Zeit in der Hölle führt er weiter, was er bereits mit den Seher-Briefen begonnen hatte.
Im Kapitel Delirien II Alchemie des Wortes (Délires II Alchimie du verbe) entwickelt er seine neue Poetik, die in den Seher-Briefen ihren Anfang fand, im kritischen Rückblick.
Im Kapitel Delirien I – Törichte Jungfrau / Der Höllengemahl (Délires I Vierge folle / L' Époux infernal) blickt er auf seine Beziehung zu Paul Verlaine zurück – eine schwierige, widersprüchliche und leidenschaftliche Liebesbeziehung, die schließlich scheiterte. Rimbaud verwendet hier einen Kunstgriff, indem er Verlaine (die „törichte Jungfrau“) als Sprecher auftreten lässt. Rimbaud selbst erscheint als „Höllengemahl“.
„Schlechtes Blut (Mauvais Sang)“ handelt von Rimbauds Versuch, seine Eigenart gegenüber den Mitmenschen zu bestimmen.
„Nacht der Hölle (Nuit de l'enfer)“ enthält u. a. eine Anklage des Christentums.
Im Kapitel „Morgen (Matin)“ gelangt das Buch zu seinem dunkelsten Punkt, der gleichzeitig zum Wendepunkt wird – eine Zustimmung zu ausweglosen Widersprüchen, neue Hoffnung, und ein „wahres Erwachen aus dem Schlaf – den Illusionen des Abendlandes.“
Rimbaud schließt Une Saison en Enfer mit dem Kapitel Adieu wie folgt ab: „Ich! ich, der sich Magier oder Engel genannt hat, losgesagt von jeder Moral, ich bin der Erde zurückgegeben, eine Pflicht zu suchen und die rauhe Wirklichkeit zu umarmen.“

## Inhalt
- Prolog (Jadis, si je me souviens bien,...)
- Schlechtes Blut (Mauvais Sang)
- Nacht der Hölle (Nuit de l'enfer)
- Delirien I Törichte Jungfrau / Der Höllengemahl (Délires I Vierge folle / L' Époux infernal)
- Delirien II Alchemie des Wortes (Délires II Alchimie du verbe)
- Das Unmögliche (L'impossible)
- Der Blitz (L'éclair)
- Morgen (Matin)
- Adieu (Adieu)

## Ausgaben
- Une saison en Enfer. Alliance typographique (M. J. Poot), Brüssel 1873 (Erstausgabe).